# Cesare Monti

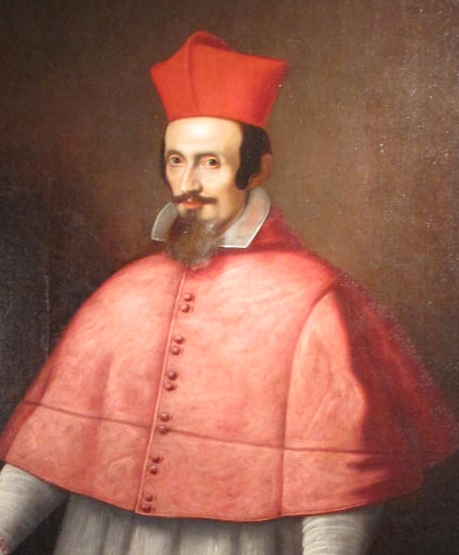
Kardinal Cesare Monti auf einem Gemälde des 17. Jahrhunderts

Cesare Monti (* 15. Mai 1594 in Mailand; † 16. August 1650 ebenda) war ein italienischer Kardinal, der ab 1632 Erzbischof von Mailand war.

## Leben

### Familiärer Hintergrund
Cesare Monti war der jüngere von zwei Söhnen des mailändischen Patriziers und Senators Princivalle Monti und dessen zweiter Frau Anna Landriani. Sein älterer Bruder Marcantonio wurde 1628 ebenfalls Senator.

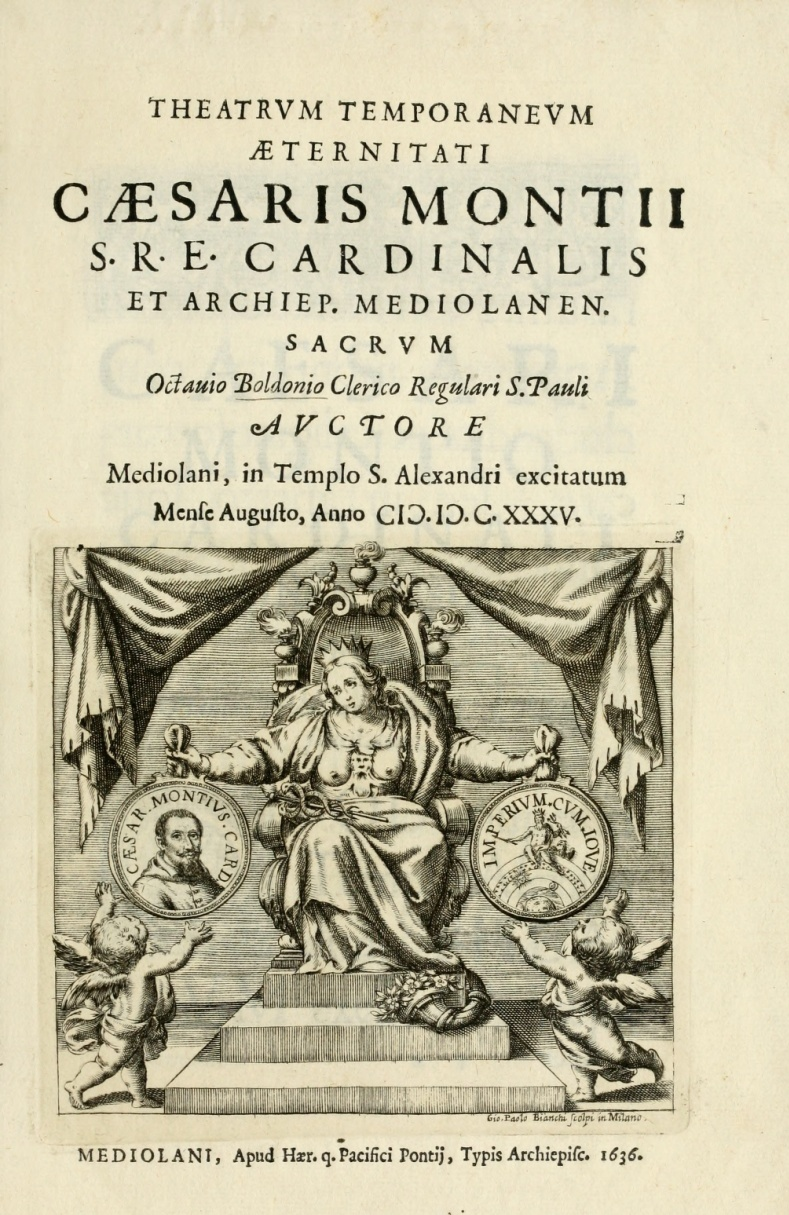
Gedenkschrift an den Kardinal: Theatrum temporaneum aeternitati Caesaris Montii von Ottavio Boldoni, Mailand 1636

### Frühes Leben
Monti studierte bis 1617 die Rechtswissenschaften an der Universität Pavia und wohnte währenddessen im Collegio Borromeo. Durch die guten Beziehungen seines Vaters zu Kardinal Federico Borromeo konnte er als Apostolischer Protonotar eine Laufbahn an der Kurie beginnen. Vier Jahre später arbeitete er für die Römische Inquisition und lernte Maffeo Barberini, den späteren Papst Urban VIII. kennen. Nach seiner Tätigkeit als Nuntius in Spanien 1628 erhielt er in den folgenden zwei Jahren die niederen und höheren Weihen bis zur Priesterweihe.

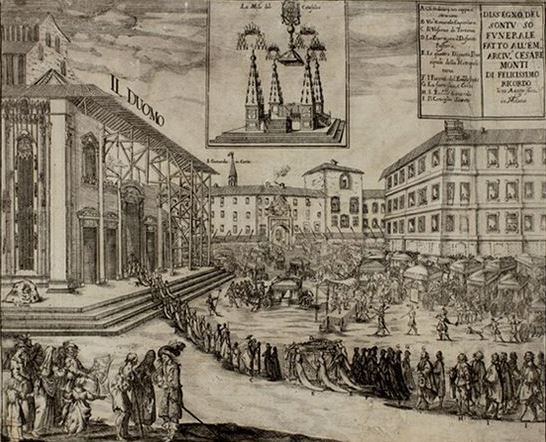
Trauerzug für den Kardinal 1650, Domplatz Mailand

### Bischof und Kardinal
1629 wurde Monti Titularpatriarch von Antiochien, die Bischofsweihe spendete ihm am 28. Januar 1630 Kardinal Giovanni Battista Pamphilj; Mitkonsekratoren waren Cristóbal de Lobera y Torres, Bischof von Córdoba, und Alfonso Pérez de Guzmán, Patriarch von Westindien. Am 19. November 1629 hatte ihn Urban VIII. in pectore zum Kardinal kreiert.
Drei Jahre später, im Dezember 1632, wurde Monti Erzbischof von Mailand und geriet sofort in einen Konflikt um die Vermögensverwaltung des Erzbistums, der erst 1634 durch Kardinal Federico Borromeo gelöst wurde. Am 1. Juli 1634 empfing Monti den Kardinalshut und am 6. August 1634 wurde er zum Kardinalpriester mit der Titelkirche Santa Maria in Traspontina ernannt.
Politische Probleme rund um den Französisch-Spanischen Krieg machten dem Mailänder Erzbischof schwer zu schaffen. Er übergab die Regelungen der Beziehungen zwischen lombardischen Katholiken und Protestanten schließlich an die Schweizer Kantone. Cesare Monti gehörte zu den Teilnehmern des Konklaves von 1644, aus dem Giovanni Battista Pamphilj als Papst Innozenz X. hervorging.
Cesare Monti starb am 16. August 1650. Sein Grab befindet sich im Mailänder Dom.